# Rubow (Dobin am See)
Rubow ist seit dem 13. Juni 2004 eine Ortschaft der neuen Gemeinde Dobin am See im Landkreis Ludwigslust-Parchim in Mecklenburg-Vorpommern (Deutschland).

## Geografie
Zur Ortschaft Rubow gehören die Ortsteile
- Alt Schlagsdorf
- Buchholz
- Flessenow
- Neu Flessenow
- Liessow
- Rautenhof
- Rubow

## Geschichte
Rubow wird urkundlich erstmals 1217 erwähnt, als Gunzelin II., Graf zu Schwerin, zusammen mit seinem Bruder Heinrich I. die Dörfer Rubow und Medewege dem Domkapitel zu Schwerin schenkt. Alt Schlagsdorf, Buchholz, Flessenow und Liessow werden erstmals 1241 genannt. Neben dem Domkapitel hatte seit 1342 auch die Familie von Sperling Anteile in Rubow. Sie besaß bis ins 18. Jh. einen Güterkomplex, zu dem ebenfalls Buchholz, Flessenow und Schlagsdorf gehörten.
Die Gemeinde Rubow löste sich mit Ablauf des 12. Juni 2004 als Rechtssubjekt auf und schloss sich mit der gleichzeitig aufgelösten Gemeinde Retgendorf zur neuen Gemeinde Dobin am See zusammen.

## Politik

### Wappen
| Wappen von Rubow | Blasonierung: „Geteilt durch einen Tannenschnitt mit sieben Tannen; oben in Rot zwei zugewendete silberne Sperlinge; unten in Gold ein roter Dreiberg, belegt mit einem springenden silbernen Fisch.“ |
| Wappen von Rubow | Wappenbegründung: In dem Wappen soll der Tannenschnitt die Ortsteile der einstigen Gemeinde sowie den Waldreichtum der Umgebung symbolisieren. Mit den Sperlingen, die dem Wappen derer von Sperling entlehnt wurden, soll die Erinnerung an das Geschlecht wach gehalten werden, das über Jahrhunderte die Entwicklung der Orte bestimmte. Der Dreiberg verweist auf die Hügellandschaft, der Fisch auf die Lage der ehemaligen Gemeinde am Schweriner See. Durch die Fusion mit Retgendorf zur neuen Gemeinde Dobin am See am 13. Juni 2004 verlor das Gemeindewappen seinen Status als Hoheitszeichen. Es kann aber weiterhin von den Bewohnern als Identifikationssymbol und als Zeichen der Verbundenheit mit ihrem Ort genutzt werden. Das Wappen wurde von dem Wismarer Roland Bornschein gestaltet. Es wurde am 8. November 1995 durch das Ministerium des Innern genehmigt und unter der Nr. 93 der Wappenrolle des Landes Mecklenburg-Vorpommern registriert. |

### Flagge
Die ehemalige Gemeinde verfügte über keine amtlich genehmigte Flagge.

## Persönlichkeiten
Buchholz kam 1813 in den Besitz von Dr. Samuel Schnelle, der dem von den Preußen verfolgten Dichter und Germanisten Hoffmann von Fallersleben (1798–1874) 1845 das Einwohnerrecht verlieh. Während des Aufenthalts in Buchholz entstanden zahlreiche Kinderlieder.